# Nežni sviščevec
Nežni sviščevec (znanstveno ime Gentianella tenella) je enoletnica iz družine sviščevk.

## Opis
Nežni sviščevec je, kot že ime pove, nežna enoletna rastlina, ki zraste od 4 do 8 cm v višino. Steblo rastline je že od baze naprej močno razraslo. Liste ima podolgovato eliptične. Spodnji so bolj lopatasti in rožičasti, zgornji pa so enostavni in koničasti.
Cvet ima štiri venčne liste, ki tvorijo čašo umazano vijolične barve. Rastlina cveti od julija do septembra.
Nežni sviščevec  raste na nadmorskih višinah od 1700 do 3100 metrov. Najbolj mu ustreza bazična do kisla podlaga, pogosto uspeva na apnenčastih tleh. V Evropi uspeva v Pirinejih, vzhodnih Alpah ter v Julijskih Alpah. Uspeva tudi v Karpatih in v zahodni Sibiriji. Najdemo ga tudi na severu Evrope. Pojavlja se tudi v osrednji in sevrovzhodni Aziji ter v zahodni Severni Ameriki.
V Sloveniji je razvrščen na Rdeči seznam praprotnic in semenk.